# Йоргос Лантімос
Йо́ргос Ла́нтімос (грец. Γιώργος Λάνθιμος, 1973) — грецький театральний і кінорежисер і сценарист.

## Біографічні відомості
Йоргос Лантімос вивчав кіно- і телевізійне мистецтво у Кіношколі Ставракоса в Афінах. Від 1995 року знімає художні фільми, створює театральні постановки, а також знімає кліпи та рекламу. У 2004 році входив до складу креативної команди, відповідальної за постановку церемоній відкриття та закриття Олімпійських ігор 2004 року в Афінах.
2009 року він зняв стрічку «Ікло», яка здобула премію Особливий погляд на Каннському фестивалі та номінована на премію Оскар в категорії Найкращий фільм іноземною мовою.

## Фільмографія
| Рік  | Назва (укр.)              | Назва (ориг.)                | Режисер | Продюсер     | Сценарист |
| ---- | ------------------------- | ---------------------------- | ------- | ------------ | --------- |
| 2001 | Мій найкращий друг        | Ο καλύτερός μου φίλος        | Так     | Ні           | Ні        |
| 2005 | Кінета                    | Κινέτα                       | Так     | Ні           | Так       |
| 2009 | Ікло                      | Κυνόδοντας                   | Так     | Співпродюсер | Так       |
| 2010 | Аттенберг                 | Attenberg                    | Ні      | Так          | Ні        |
| 2011 | Альпи                     | Αλπεις                       | Так     | Так          | Так       |
| 2015 | Лобстер                   | The Lobster                  | Так     | Так          | Так       |
| 2017 | Убивство священного оленя | The Killing of a Sacred Deer | Так     | Так          | Так       |
| 2018 | Фаворитка                 | The Favourite                | Так     | Так          | Ні        |
| 2023 | Бідолашні створіння       | Poor Things                  | Так     | Так          | Ні        |
| 2024 | Види милосердя            | Kinds of Kindness            | Так     | Так          | Так       |
| 2025 | Бугонія                   | Bugonia                      | Так     | Так          | Ні        |

## Театральні постановки
- 2002 D.D.D Дімітріса Дімітріадіса
- 2004 Blaubart Деа Лохера
- 2008 Natura morta in un fosso Фаусто Паравідіно
- 2011 Безбатченки А. П. Чехова, Національний театр Греції[11]

## Номінації та нагороди
| Рік     | Назва               | Премія «Оскар» | Премія «Оскар» | Премія «БАФТА» | Премія «БАФТА» | Премія «Золотий глобус» | Премія «Золотий глобус» |
| Рік     | Назва               | Номінація      | Перемога       | Номінація      | Перемога       | Номінація               | Перемога                |
| ------- | ------------------- | -------------- | -------------- | -------------- | -------------- | ----------------------- | ----------------------- |
| 2009    | Ікло                | 1              |                |                |                |                         |                         |
| 2015    | Лобстер             | 1              |                | 1              |                | 1                       |                         |
| 2018    | Фаворитка           | 10             | 1              | 12             | 7              | 5                       | 1                       |
| 2023    | Бідолашні створіння | 11             | 4              | 11             | 5              | 7                       | 2                       |
| Загалом | Загалом             | 23             | 5              | 24             | 12             | 13                      | 3                       |

| Рік                                                    | Актор                                  | Роль                                   | Фільм                                  | Результат                              |
| Премія «Оскар» за найкращу жіночу роль                 | Премія «Оскар» за найкращу жіночу роль | Премія «Оскар» за найкращу жіночу роль | Премія «Оскар» за найкращу жіночу роль | Премія «Оскар» за найкращу жіночу роль |
| ------------------------------------------------------ | -------------------------------------- | -------------------------------------- | -------------------------------------- | -------------------------------------- |
| 2019                                                   | Олівія Колман                          | Королева Анна                          | Фаворитка                              | Перемога                               |
| 2024                                                   | Емма Стоун                             | Белла Бакстер                          | Бідолашні створіння                    | Перемога                               |
| Премія «Оскар» за найкращу чоловічу роль другого плану |                                        |                                        |                                        |                                        |
| 2024                                                   | Марк Раффало                           | Дункан Веддерберн                      | Бідолашні створіння                    | Номінація                              |
| Премія «Оскар» за найкращу жіночу роль другого плану   |                                        |                                        |                                        |                                        |
| 2019                                                   | Емма Стоун                             | Ебігейл Машем                          | Фаворитка                              | Номінація                              |
| 2019                                                   | Рейчел Вайс                            | Сара Черчилль                          | Фаворитка                              | Номінація                              |